# 勝見勝
勝見 勝（かつみ まさる、1909年7月18日 - 1983年11月10日）は、日本の美術評論家、フランス文学者。

## 来歴
東京都出身。東京帝国大学文学部美学科卒業。同大学院に学ぶ。
日本デザイン学会設立委員。1959年、『グラフィックデザイン』を創刊。東京オリンピックのデザイン専門委員会委員長として、幅広くデザインディレクターも務めた。。初期はフランス文学の翻訳を行った。
1983年、東京都内の仕事場で死去。享年74歳。

## 勝見勝賞
勝見の葬儀の香典は「勝見勝著作集」の刊行と、「勝見勝賞」の制定にあてられた。

## 著書
- 山へ開く窓 朋文堂 1941
- 手と造形 教育美術振興会 1944
- 音の観察 私たちをめぐる音の世界 さ・え・ら書房 1950（ぼくたちの研究室）
- 手・道具・機械 人間進化の跡 さ・え・ら書房 1950（ぼくたちの研究室）
- 手の進化 人間進化の跡 さ・え・ら書房 1952（ぼくたちの研究室）
- 山と私たち さ・え・ら書房 1952（ぼくたちの研究室）
- 山の千一夜 双芸社 1952
- ABCの歴史 アルファベットの旅 さ・え・ら書房 1953
- 登山の話 さ・え・ら書房 1954（ぼくたちの研究室）
- レオナルド・ダ・ヴィンチ 金子書房 1955（少年少女新伝記文庫
- 美術の世界 さ・え・ら書房 1956（ぼくたちの研究室）
- 現代デザイン入門 鹿島研究所出版会 1965（SD選書）

## 共編著
- 装飾家具意匠集成 技術資料刊行会 1951
- デザイン大系 第1巻 ポスター 原弘、河野鷹思共編 ダヴィッド社 1954
- 現代のデザイン 1956（河出新書）
- 暮しの知恵と美しさ 1956（三笠新書）
- 工業デザインの手引 神奈川県 1956
- 生活の色彩 1956（河出新書）
- 世界の商業デザイナー80 ダヴィッド社 1956
- グッド・デザイン 新潮社 1958

## 翻訳
- 航海民族誌 デアリール・フォード 桜井一衛共訳 科学新興社 1943
- 手と機械 フリイドリッヒ・ヘリッヒ 科学新興社 1944
- 大空への道 ギュンター・ゲルマン 正樹克己（別名）訳 興亜書局 1944
- タイの造形文化 カール・デヱリング 宝雲舎 1944
- 工芸と社会 オスカール・ビー 寳雲社 1947
- アルプスの風の中に ヨハンナ・スピリ 桐書房 1948
- 自然科学者としてのゲェテ/ ヘルマン・フォン・ヘルムホルツ アルス 1948
- 悪魔伯夫人 モオパッサン 共立書房 1948
- セクストラヴァガンツァ 愛慾合戦 クレビーヨン 五元書庫 1949
- マノン・レスコオ / アベ・プレヴォ 1950（角川文庫）
- 子どもの絵 両親と先生への手引 ローエンフェルド 白揚社 1956
- インダストリアル・デザイン /ハーバート・リード 前田泰次共訳 みすず書房 1957
- ポール・クレー 造形芸術論 作品と生涯 三笠書房 1957
- 宣伝+デザイン E.J.メッカー、U.フーバー 白揚社 1958
- 百万人のデザイン / ヘンリー・ドレフュス ダヴィッド社 1959
- 工業デザイン 理論と実際 ヴァン・ドレン 松谷彊共訳 白揚社 1962